# Leander Pflüger
Leander Pflüger (* 1952) ist Professor im Fachbereich Sozialwesen an der Fachhochschule Münster.

## Leben
Pflüger studierte Lehramt und Pädagogik in Esslingen (Neckar) sowie in Reutlingen/Tübingen. Zu seinem Tätigkeitsbereich zählen die allgemeine und spezielle Heil- und Sonderpädagogik, die außerschulische Behindertenpädagogik, die klinische Neuropsychologie und klinische Neuropädagogik sowie Beratung und Therapie für trauernde Eltern.

## Schriften
- Neurogene Entwicklungsstörungen. München 1991.
- Unser Kind braucht Hilfe. Stuttgart 1993.
- als Hrsg.: Sonderpädagogik auf dem Weg ins 21. Jahrhundert. Förderung von Kindern und Jugendlichen mit  Lernbeeinträchtigungen. Berlin 1999.
- Der Ärger mit den Hausaufgaben oder: Verstehen und Fördern von Kindern mit Aufmerksamkeitsstörungen. In: N. Rath, K. Ravenberg (Hrsg.): Der Schulkindergarten Band 2: Neue Arbeitsmodelle. Waxmann, Münster 2001.
- mit B. Brugger: The Biopsychosocial Model for Health, Disorder, Disease and Disability. Consequences for Social Work Theory and Practice. In: I. Jansen (Hrsg.): Social Work in european Camparison. Münster 2008.